# Маргарита Прованська
Маргарита Прованська (фр. Marguerite de Provence; 1221, Бриньйоль — 20 грудня 1295, Париж) — королева Франції в 1234 — 1270 роках.

## Життєпис
Маргарита Прованська була дружиною короля Франції Людовіка IX, матір'ю короля Франції Філіппа III і королеви Наварри Ізабелли, дружини короля Теобальда V .
Маргарита була старшою дочкою Раймунда Беренгера IV, графа Провансу і Беатриси Савойської, дочки Томаса I, графа Савої. Три її молодші сестри також стали королевами: Елеонора Прованська вступила в шлюб з англійським королем Генріхом III, Санча Прованська — з Річардом Корнуолльським, який на виборах 1256 / 1257 року був обраний королем Німеччини, Беатрис Прованська — з Карлом I Анжуйським, який згодом став королем Неаполя і Сицилії. За заповітом батька Маргарита була обійдена, і графство Прованське передавалося молодшій доньці Беатрисі, у зв'язку з чим виникла багаторічна тяганина через спадщину між Маргаритою і чоловіком Беатріси Карлом Анжуйським.
Маргарита виросла при дворі свого батька графа Раймунда Беренгера в оточенні трубадурів, поетів і галантних лицарів. У дівчинці зуміли виховати любов до рідного Провансу, яку вона зберігала все життя. Маргарита, як і її сестра Елеонора, отримала гарну католицьку освіту, знала латинську мову. Згодом, ставши королевою, Маргарита всіляко заохочувала культуру і мистецтва, а видатні вчені (наприклад, Фома Аквінський) знаходили місце навіть за королівським столом.
27 травня 1234 року, після сватання королеви Бланки Кастильської, Маргарита була повінчана з її сином королем Франції Людовіком IX. У зв'язку з тим, що наречений і наречена були родичами 4-го ступеня, для цього шлюбу в січні 1234 року Папою Григорієм IX було дано спеціальний дозвіл. У перші роки шлюбу між Маргаритою та її свекрухою Бланкою Кастильською неодноразово виникали конфлікти. Королева-мати мала на сина сильний вплив, в тому числі і в політичних питаннях, і до того ж ревнувала його до невістки. Крім того, Бланка постійно проживала разом з молодою сім'єю в їх палаці на острові Сіте і завжди супроводжувала їх в поїздках. Лише в 1247 році Маргарита змогла пересилити вплив матері на короля, і Бланці був виділений окремі двір і утримання.

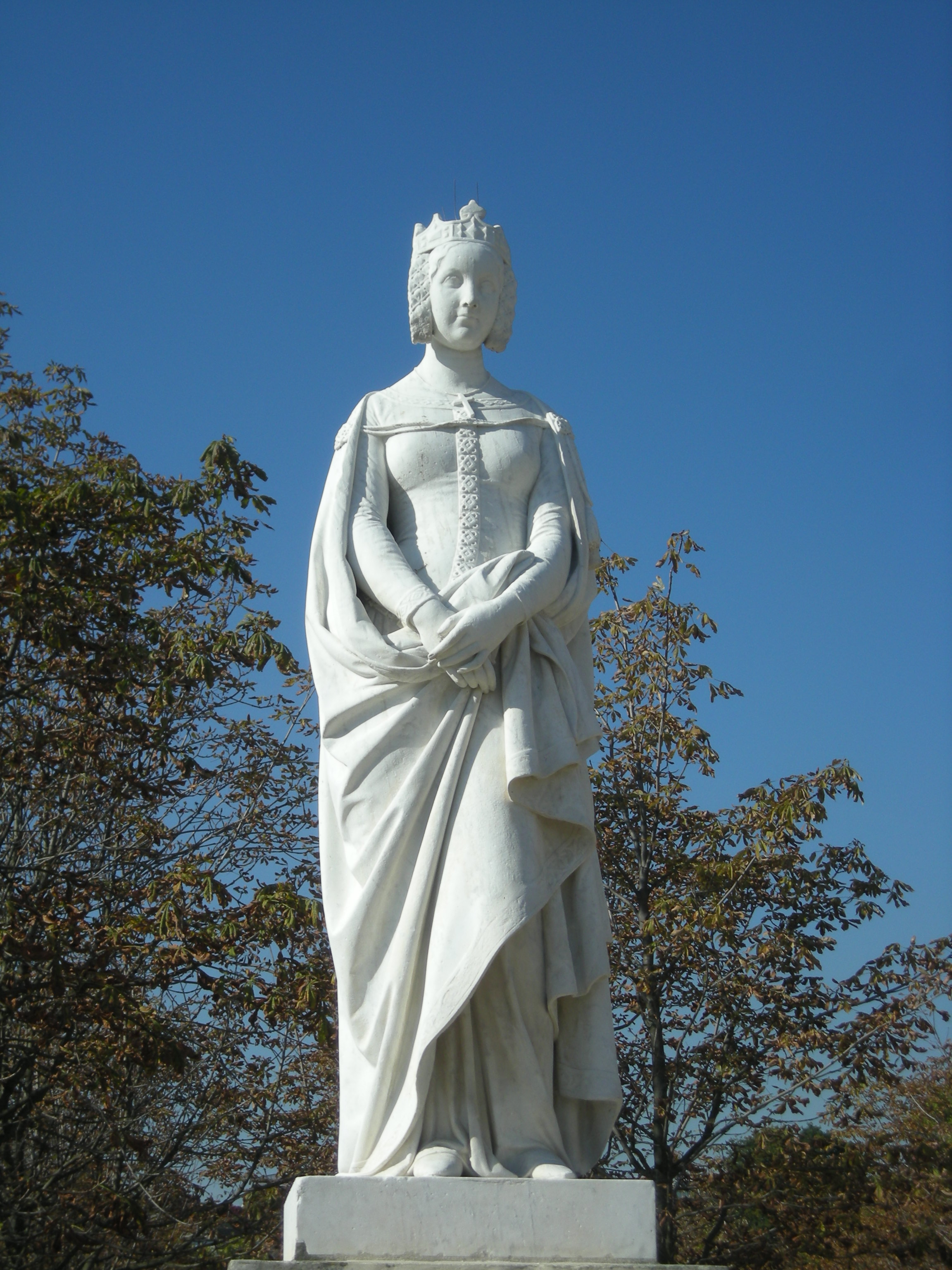
Пам'ятник Маргариті Прованській в Люксембурзькому саду

У 1248 році Людовик IX організовує 7-й хрестовий похід згідно своєї клятви, даної їм під час хвороби. Маргарита супроводжувала чоловіка в цьому поході. Після короткої зупинки на Кіпрі експедиція досягла в червні 1249 року Єгипту. Після взяття хрестоносцями Дум'ята король передав управління містом своїй вагітній дружині, а сам з військом пішов до Каїру. Після нищівної поразки французів у битві біля Ель-Мансурі в квітні 1250 року Людовик потрапляє в полон до арабів. Керівники генуезьких і пізанських флотилій, що супроводжували хрестоносців, дізнавшись про цей розгром, збиралися терміново покинути Дум'ят. У цій обстановці королева Маргарита проявила витримку і мужність. Перед самими пологами вона змусила заприсягтися приставленого до неї лицаря-охоронця, що той відсіче королеві голову в разі неминучого полону її сарацинами. Наступного дня після народження нею сина Іоанна Трістана Маргарита закликає командирів флотів до свого ліжка, поруч з якою стоїть колиска з немовлям, і переконує їх залишитися. Маргарита також складає план порятунку французьких полонених на чолі з королем, згідно з яким в обмін на 400 тисяч ліврів і повернення Дум'ята вцілілі воїни і сам Людовик 6 травня 1250 року звільняються.
До 1254 року Маргарита і Людовик IX залишаються в Палестині, потім повертаються на батьківщину. До цього часу Бланка Кастильська вже померла (в 1252 році), і Маргарита зайняла при королі її місце радниці та помічниці. Коли Людовик вирішує відмовитися від трону і піти в монастир, Маргарита доклала весь свій вплив, щоб утримати чоловіка від цього необачного кроку.
У 1270 році, під час свого другого хрестового походу — на цей раз до Тунісу — Людовик IX помирає. Маргарита перебирається в монастир Сен-Марсель поблизу Парижа, проте все ж часто відвідує королівський двір і відвідує сина, короля Філіпа III. Не володіючи тепер колишнім політичним впливом, який вона мала на чоловіка, Маргарита присвячує себе справам у рідному Провансі. У зв'язку з цим знову розгорається давній спір через спадщину її батька між королевою-матір'ю і чоловіком Беатріси, Карлом Анжуйським. 1282 року ця тяганина ледь не вилилася у війну, коли Маргарита спорядила військо з відданих їй прованських дворян. Нарешті, в 1287 році рішення за посередництва Філіпа III, а потім і його сина, онука Маргарити, короля Філіпа IV Вродливого, було знайдено. Маргарита відмовлялася від своїх спадкових прав на Прованс, отримавши від Карла Анжуйського разово велику грошову суму і щорічну пенсію у розмірі 2.000 турнуа.
Після сходження на престол її онука, Філіпа IV Вродливого, Маргарита остаточно залишає придворне життя і разом з донькою Бланкою, вдовою кастильского інфанта Фердинанда де ла Серда, віддаляється в заснований нею ж монастир на південь від Парижа.
Маргарита померла 1295 року. Вона похована в абатстві Сен-Дені поруч зі своїм чоловіком. До канонізації Людовика IX Папою Боніфацієм VIII вона не дожила 2 роки.

## Родина
Чоловік — Людовик IX (1214—1270), король Франції
Діти:
- Бланка (12 липня/4 грудня 1240 — 29 квітня 1243) — її народження було радісно зустрінене королівським двором, оскільки воно відбулося після двох викиднів та шести років шлюбу батьків. Померла у віці 2-х років[6]. Її поховали в абатстві Роямон, але її останки були передані в Сен-Дені в 1820 році[7].
- Ізабелла (2 березня 1242 — 27 квітня 1271) — королева-консорт Наварри, дружина Теобальда II.
- Людовик (24 лютого 1244 — 11 січня 1260) — спадкоємець французького трону від народження до смерті у віці 15 років.
- Філіпп (1 травня 1245 — 5 жовтня 1285) — король Франції з 25 серпня 1270 року.
- Іоанн (1248) помер відразу після народження.
- Іоанн Трістан (8 квітня 1250 — 3 серпня 1270) — супроводжував батька під час восьмого хрестового походу, але армія стала жертвою епідемії дизентерії. Жан Трістан був одним із жертв і помер 3 серпня 1270 року[8].
- Петро (29 червня 1251 — 6 квітня 1283)
- Бланка (1253–1320/1322)
- Маргарита (1254 — вересень 1272) — герцогиня-консорт Брабанту, дружина герцога Іоанна І. Померла при пологах.
- Роберт (бл.1256 — 7 лютого 1317) — граф Клермон, граф Шароле, сеньйор Бурбон, Сен-Жюст, королівський камергер. Засновник династії Бурбон.
- Агнеса (бл. 1260 — 19 грудня 1325) — герцогиня-консорт Бургундії, дружина герцога Роберта II.